# Темпл (Мен)
Темпл (англ. Temple) — місто (англ. town) в США, в окрузі Франклін штату Мен. Населення — 527 осіб (2020).

## Демографія
Згідно з переписом 2010 року, у місті мешкало 528 осіб у 226 домогосподарствах у складі 141 родини. Було 327 помешкань
Расовий склад населення:
| - 97,7 % — білих - 1,1 % — корінних американців - 0,6 % — азіатів |

До двох чи більше рас належало 0,4 %. Частка іспаномовних становила 0,8 % від усіх жителів.
За віковим діапазоном населення розподілялося таким чином: 20,6 % — особи молодші 18 років, 64,4 % — особи у віці 18—64 років, 15,0 % — особи у віці 65 років та старші. Медіана віку мешканця становила 45,6 року. На 100 осіб жіночої статі у місті припадало 105,4 чоловіків;  на 100 жінок у віці від 18 років та старших — 100,5 чоловіків також старших 18 років.
Середній дохід на одне домашнє господарство  становив 64 762 долари США (медіана — 42 000), а середній дохід на одну сім'ю — 84 783 долари (медіана — 67 857). Медіана доходів становила 46 250 доларів для чоловіків та 32 125 доларів для жінок. За межею бідності перебувало 7,5 % осіб, у тому числі 13,2 % дітей у віці до 18 років та 6,4 % осіб у віці 65 років та старших.
Цивільне працевлаштоване населення становило 323 особи. Основні галузі зайнятості: освіта, охорона здоров'я та соціальна допомога — 46,4 %, фінанси, страхування та нерухомість — 11,1 %, мистецтво, розваги та відпочинок — 7,4 %, будівництво — 7,1 %.